# Heuchelheimer Schneeapfel
Heuchelheimer Schneeapfel sinónimo: Gießener Schneeapfel es el nombre de una variedad cultivar de manzano (Malus domestica). 
Una variedad de manzana cultivada, que pertenece al grupo de manzanas alemanas antiguas de la herencia, que estuvo particularmente extendida en  Kirchwerder. Esta variedad fue la elegida por la asociación de pomólogos como la variedad de huerto del año 2003 en el estado federado de Hesse.

## Sinonimia
- "Gießener Schneeapfel",
- "Schneeweißer Streifling".

## Historia
'Heuchelheimer Schneeapfel' (Manzana de nieve de Heuchelheim) es una variedad de manzana alemana antigua de la herencia, que se originó como una plántula al azar, posiblemente en algún momento a fines del siglo XIX en el municipio de Heuchelheim en Gießen, en el estado federado de Hesse (Alemania).

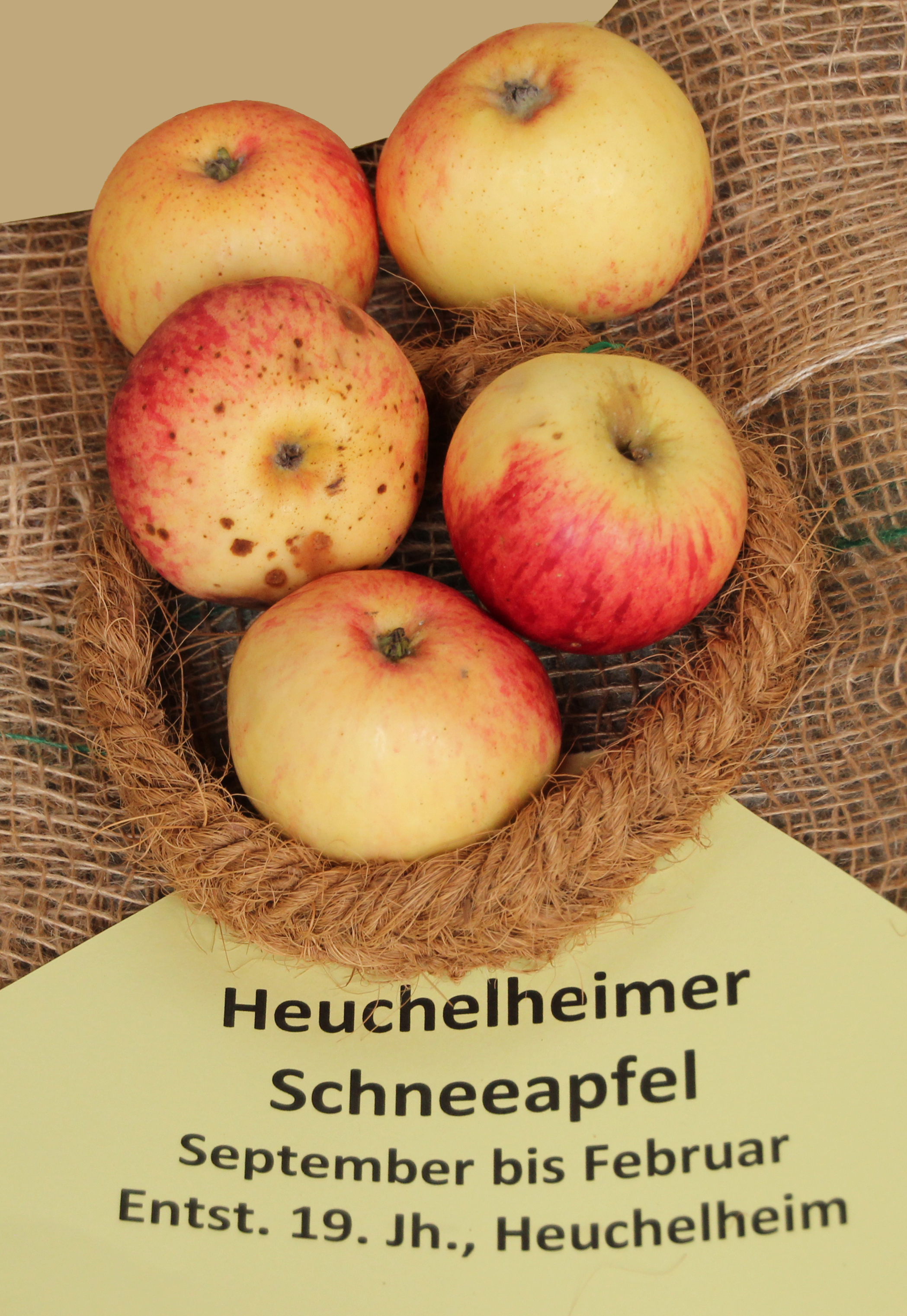
La manzana 'Heuchelheimer Schneeapfel' en feria de exhibición de manzanas.

Se dice que el árbol madre ya se encontraba en las instalaciones del vivero «"Baumschule Rinn"» en la calle "Wilhelmstraße" a principios del siglo XX. El vivero de árboles Rinn está estrechamente relacionado con la historia y la distribución de la "manzana de nieve". Hasta mediados de la década de 1950, el propietario del vivero de árboles, Philipp Rinn, solo cultivaba árboles frutales y los distribuía bajo el nombre de 'Heuchelheimer Schneeapfel'.
Según un informe sobre el vivero de árboles de Rinn en la revista "Deutsche Baumschule" en 1979, la variedad de manzana ganó importancia nacional. Desde entonces, la variedad 'Heuchelheimer Schneeapfel' ha estado disponible en el comercio como un árbol estándar, y más raramente, en un patrón de crecimiento lento.

## Características
'Heuchelheimer Schneeapfel' árbol de crecimiento medio con copa ancha y poca ramificación. Es necesario un corte de entrenamiento constante, seguido de un adelgazamiento regular de las floraciones pues presenta una vecería muy fuerte. La madera es resistente a las heladas y crece bien en lugares de hasta 500 metros sobre el nivel del mar. Tiene un tiempo de floración que comienza a partir del 6 de mayo con el 10% de floración, para el 12 de mayo tiene una floración completa (80%), y para el 22 de mayo tiene un 90% caída de pétalos.
'Heuchelheimer Schneeapfel' tiene una talla de fruto mediano que tiende a grande; forma del fruto esférico con tendencia a ligero tronco cónico, y ligeramente acanalada; con nervaduras débiles, y con corona débil; epidermis cuya piel es brillante, con un color de fondo verdoso que madura a amarillo dorado, que muestra sobre color (30-70%) de lavado de rojo con un patrón de abundantes rayas discontinuas prominentes que varían de rojo brillante a púrpura azulado, que está marcado con numerosas lenticelas de color claro, ruginoso-"russeting" (pardeamiento áspero superficial que presentan algunas variedades) débil; cáliz con ojo de tamaño mediano, y semiabierto, colocado en una cuenca media y algo profunda, y con algo de maraña de ruginoso-"russeting" en su pared; pedúnculo medio y de un calibre medio, colocado en una cavidad estrecha y profunda con forma irregular, que presenta ruginoso-"russeting"; pulpa es de color blanco claro, con sabor aromático con una equilibrada relación azúcar-ácido y muestra sólo un dorado muy ligero después del corte.
Las manzanas se consideran una variedad de otoño. Su tiempo de recogida de cosecha se inicia desde finales de septiembre hasta mediados de octubre. Se mantiene bien dos meses en frigorífico. El sabor mejora en el almacenamiento.

## Usos
- Para consumirlo en fresco como manzana de mesa.
- Debido a que la pulpa no se dora, es especialmente adecuada para su uso como manzana al horno.
- Como monovarietal de manzana para la elaboración de sidra gracias a su sabor aromático con una equilibrada relación azúcar-ácido.
- Debido a su cuidado poco exigente y alta resistencia a las enfermedades, es popular en la agricultura orgánica y es adecuado para huertos de prados.[9][7][10][5]